# 2617 Jiangxi
A 2617 Jiangxi (ideiglenes jelöléssel 1975 WO1) a Naprendszer kisbolygóövében található aszteroida. A Bíbor-hegyi Obszervatórium fedezte fel 1975. november 26-án.